# Ana Mena
Ana Mena Rojas, nota semplicemente come Ana Mena (Estepona, 25 febbraio 1997), è una cantautrice, attrice e modella spagnola.

## Biografia

### 2006-2014: Infanzia ed esordi
Nata nel 1997 nel comune spagnolo di Estepona, in provincia di Malaga da madre argentina, Natalia Niznik, e da padre spagnolo, Antonio Mena, Ana ha iniziato a interessarsi alla musica in tenera età grazie all'influenza dei suoi genitori, insieme al fratello minore José Carlos. Dal 2006 al 2010 ha collaborato nel programma televisivo di Canale Sur Menuda noche. Nel 2007, dopo essere stata la vincitrice dei Veo Veo Awards, ha pubblicato il suo primo brano Esta es mi ilusión. Successivamente ha iniziato a dedicarsi alla recitazione, conquistando la popolarità nel 2009 grazie alla miniserie televisiva Marisol, la película.
Nel 2010 dopo aver vinto il concorso canoro My Camp Rock, ha recitato nella serie di Telecinco Supercharly, dove ha interpretato il ruolo di Vero Navarro. L'anno successivo, nel 2011, ha vestito i panni di Norma Ledgard da piccola nel film La pelle che abito (La piel que habito) diretto da Pedro Almodóvar.
La sua carriera musicale è iniziata con composizioni di colonne sonore per alcuni film, come la già citata La pelle che abito (La piel que habito) o Sharpay's Fabulous Adventure, dove ha eseguito il brano Voy a brillar. Nel 2012 ha partecipato al Festival del cinema di Malaga e ha mosso i primi passi nel mondo della moda, sfilando per marchi come Olivalsur. Nel 2013 e nel 2014 ha firmato con Antena 3 per recitare nella serie televisiva musicale Vive cantando, nel ruolo di Paula Ruiz Almagro.

### 2015-2019: Collaborazioni eIndex
Nel dicembre 2015 ha pubblicato il suo primo singolo di successo No soy como tú crees, un brano in stile pop che ha guadagnato molti paragoni con l'artista statunitense Meghan Trainor. Con il singolo è riuscita a far parte della lista Viral50 di Spotify in Spagna e, per due settimane consecutive, è stato uno dei singoli più ascoltati in Spagna. Inoltre, grazie al suo primo singolo, è stata selezionata come Spotlight Spotify Artist 2016.
Successivamente ha pubblicato i brani Loco como yo, Se fue e Ahora lloras tú. Quest'ultimo brano è stato poi certificato disco d'oro e ha visto la collaborazione della boy band CNCO con cui è entrata nella lista dei successi di iTunes, diventando di tendenza non solo in Spagna, ma anche in Argentina, Ecuador, Guatemala, Nicaragua, Costa Rica, Messico, Panama, Francia, El Salvador, Uruguay e Venezuela oltre a essere riuscita a raccogliere oltre 70 milioni di visite su YouTube. Il 22 settembre 2017 ha pubblicato il singolo Mentira con RK, mentre il 16 marzo 2018 è uscito il singolo Ya es hora con Becky G e De La Ghetto, che ha guadagnato il disco di platino e anticipato l'uscita del suo album di debutto Index, pubblicato l'11 maggio seguente.
Nell'estate 2018 ha collaborato con Fred De Palma nel singolo D'estate non vale, pubblicato il 15 giugno e certificato triplo disco di platino. Nello stesso anno ha partecipato al lungometraggio Viaje al cuarto de una madre diretto da Celia Rico Clavenillo, accanto alle attrici Anna Castillo e Lola Dueñas. Nel novembre del medesimo anno pubblicato il singolo Pa' dentro, in collaborazione con il cantante giamaicano Sean Kingston.

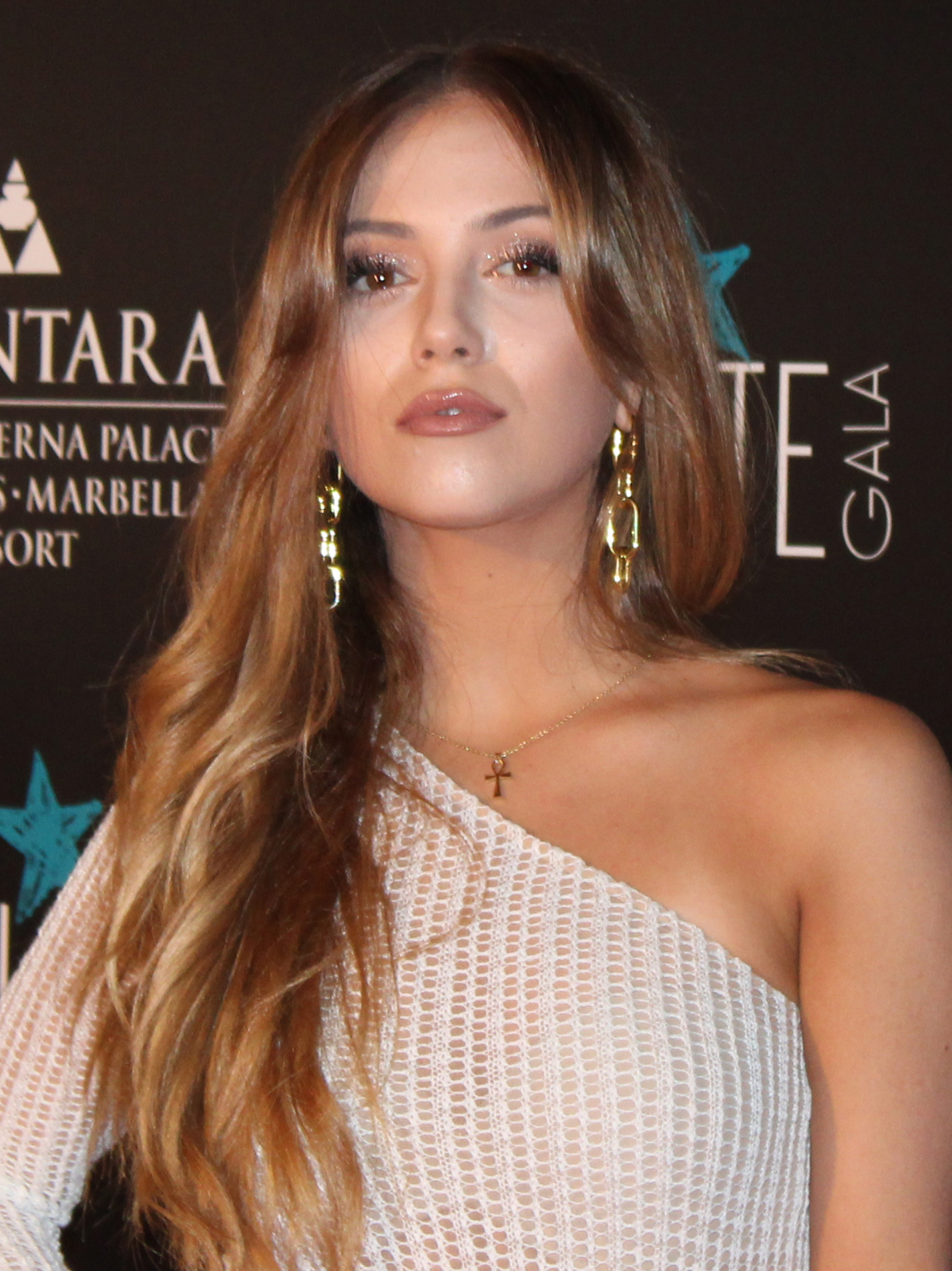
Ana Mena nel 2019

Nel maggio 2019 ha pubblicato il singolo El chisme, in collaborazione con Nio García ed Emilia. Nel giugno dello stesso anno ha collaborato nuovamente con Fred De Palma nel singolo Una volta ancora. Il brano si è rivelato il vero tormentone dell'estate, raggiungendo nei dodici mesi successivi oltre 100 milioni di ascolti su Spotify e 185 milioni di visualizzazioni su YouTube. Il 30 agosto è uscita la versione spagnola del brano, intitolata Se iluminaba. Anche questa traccia ha avuto un notevole successo, con circa 50 milioni di ascolti su Spotify e altrettante visualizzazioni su YouTube. Successivamente è stato premiato con sette dischi di platino in Italia e cinque in Spagna. Sempre a giugno ha collaborato con Thalía nel singolo Ahí. Nei mesi di novembre e dicembre dello stesso anno ha collaborato con Deorro per il singolo Se te olvidó e con Omar Montes per il singolo Como el agua (Remix), successivamente certificato disco d'oro.
L'11 gennaio 2020 ha partecipato alla 25ª edizione dei Premi Forqué, che si è tenuta presso il Palazzo Municipale dell'IFEMA a Madrid, eseguendo il brano Un año de amor (tema originale di Nino Ferrer) del film Tacchi a spillo (Tacones lejanos) diretto da Pedro Almodóvar. Nello stesso anno è stata anche incaricata di eseguire lo spettacolo di apertura con il suo partner Rayden alla 34ª edizione del Premio Goya. Durante la loro performance, entrambi gli artisti hanno reso omaggio al cinema spagnolo.
Il 7 febbraio 2020 ha partecipato al 70º Festival di Sanremo nella quarta serata dedicata alle cover, in duetto con il cantante in gara Riki (ex concorrente di Amici 16), cantando il brano L'edera, già interpretato da Nilla Pizzi al Festival di Sanremo 1958. Nel marzo dello stesso anno ha pubblicato il singolo Sin aire, seguito a maggio dal singolo La pared, in collaborazione con il rapper Dellafuente. Il 3 luglio seguente è uscito il singolo A un passo dalla Luna insieme a Rocco Hunt, seguita da una versione in lingua spagnola dal titolo A un paso de la Luna. Il brano è stato poi premiato con il disco d'oro in Spagna, con il disco di diamante in Francia e con sei dischi di platino sia in Spagna che in Italia e uno in Svizzera. Con questo brano, per il secondo anno consecutivo, dopo Una volta ancora, ha raggiunto la prima posizione nella classifica tendenze YouTube e nella "Top 50 Italia" di Spotify.
Il 29 gennaio 2021 ha pubblicato il singolo Solo, in collaborazione con Omar Montes e Maffio, che ha poi guadagnato il triplo disco di platino. Nell'aprile dello stesso anno ha partecipato, insieme a più di trenta artisti, alla versione del quarto movimento della Sinfonia n. 9 di Beethoven per la lotta contro la pandemia di COVID-19. Il 4 giugno dello stesso anno ha collaborato nuovamente con Rocco Hunt pubblicando il singolo Un bacio all'improvviso, seguito il 18 giugno dalla pubblicazione della versione spagnola, intitolata Un beso de improviso. Il brano è stato poi premiato con quattro dischi di platino in Italia e due in Spagna. Nell'edizione del 2021 dei Premi Odeón, insieme a Rocco Hunt, ha conquistato, il premio per il miglior videoclip per la versione in spagnolo del brano A un passo dalla Luna.
Nell'ottobre 2021 ha collaborato con Federico Rossi nel singolo Sol y mar. Il 27 ottobre Telecinco ha annunciato la nuova edizione del programma Idol Kids, in cui Ana Mena ha debuttato per la prima volta come giurata in un talent show insieme al cantante Omar Montes e al gruppo musicale Camela. Il 26 novembre ha pubblicato Música ligera, versione spagnola del brano Musica leggerissima del duo Colapesce Dimartino, che è stato certificato triplo disco di platino.

### 2021-presente: Festival di Sanremo 2022 eBellodrama

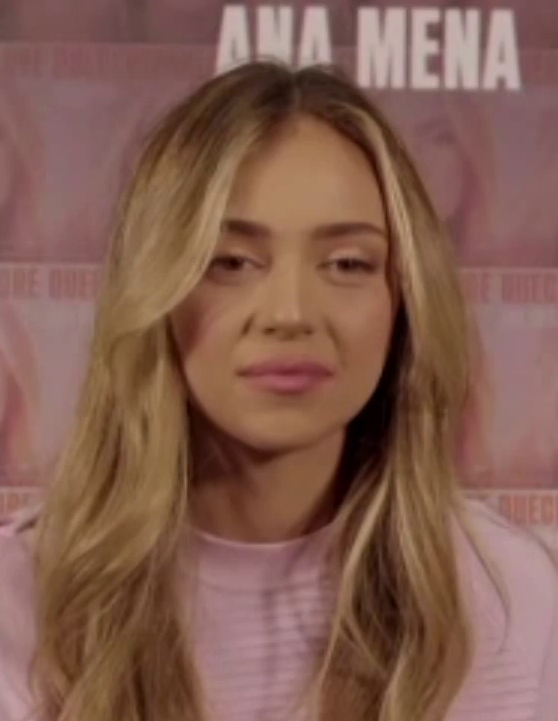
Ana Mena intervistata da Radio Bruno durante la partecipazione al Festival di Sanremo 2022

Nel febbraio 2022 ha partecipato per la prima volta in gara al 72º Festival di Sanremo, con il brano Duecentomila ore, classificatosi al ventiquattresimo posto al termine della manifestazione. Successivamente, il 4 marzo è stata pubblicata anche la versione spagnola del brano, intitolata Cuando la noche arriba. Il brano è stato poi è premiato con il disco d'oro sia Italia che in Spagna.
Il 12 maggio 2022 ha pubblicato il singolo Quiero decirte, in collaborazione con Abraham Mateo, che ha poi guadagnato quattro dischi di platino. Il 3 giugno è uscito il singolo estivo Mezzanotte, seguito l'8 giugno dalla pubblicazione della versione spagnola, intitolata Las 12, in collaborazione con la cantante Belinda, e successivamente incluso nel suo secondo album in studio Bellodrama. Il brano è stato poi premiato con il disco d'oro in Italia e con sei dischi di platino in Spagna.
Nel 2022 ha vestito i panni di Judith nella serie di Netflix Benvenuti a Eden (Bienvenidos a Edén). Il 26 agosto seguente è stato pubblicato il singolo Senza niente da dire, che l'ha vista collaborare con il rapper Jake La Furia. Nello stesso anno ha iniziato a rappresentare il marchio d'elettronica Samsung e del marchio d'abbigliamento Puma.
Il 20 gennaio 2023 è uscito il singolo Un clásico, poi certificato doppio disco di platino in Spagna, seguito dai singoli Me he pillao x ti (con Natalia Lacunza), premiato col disco d'oro e Lentamente, che hanno anticipato l'uscita del suo secondo album in studio, Bellodrama, pubblicato il 24 marzo con recensioni favorevoli da parte della stampa e del pubblico. L'album è stato nominato come l'album più importante dell'anno di un'artista pop femminile in Spagna e ha debuttato ai vertici delle classifiche spagnole e poi certificato disco di platino.
Nel 2023 ha duettato nel brano Viva el amor! del duo musicale Paola & Chiara. Il 14 giugno ha pubblicato il singolo Acquamarina, in cui ha duettato con il rapper Guè. Il 7 luglio seguente è stato pubblicato il singolo Melodia criminal, in collaborazione con Fred De Palma e Takagi & Ketra, che ha poi guadagnato il disco d'oro. Il 20 settembre ha pubblicato il singolo Madrid City, che ha poi guadagnato il triplo disco di platino. Il 25 ottobre è stato distribuito su Prime Video il docu-film 7200 segundos con Ana Mena, in cui è stato ripercorso il concerto a Madrid della cantante. Successivamente, nel 2024, ha iniziato a rappresentare il marchio d'abbigliamento JD.
Il 3 maggio 2024 ha pubblicato il singolo La razón, in collaborazione con Gale, che ha poi guadagnato il disco d'oro. Il 24 maggio ha pubblicato il singolo Cinema spento, in collaborazione con Dargen D'Amico. Il 31 agosto seguente è uscito il singolo Carita triste, in collaborazione con Emilia, che ha poi raggiunto la sesta posizione della classifica PROMUSICAE e guadagnato il disco di platino in Spagna e il disco d'oro in Argentina. Il 31 ottobre è uscito il singolo Como amigos, in collaborazione con il gruppo musicale Miranda!. Il 4 aprile 2025 è uscita la sua collaborazione nel singolo Por tu calle del duo musicale Pepe y Vizio con il produttore Kiddo.

## Filmografia

### Cinema
- La pelle che abito (La piel que habito), regia di Pedro Almodóvar (2011)
- Viaje al cuarto de una madre, regia di Celia Rico Clavellino (2018)

### Televisione
- Marisol, la película – miniserie TV (Antena 3, 2009)
- Supercharly – serie TV, 5 episodi (Telecinco, 2010)
- Como alas al viento – serie TV, 1 episodio (Antena 3, 2013)
- Vive cantando – serie TV, 25 episodi (Antena 3, 2013-2014)
- Benvenuti a Eden (Bienvenidos a Edén) – serie TV, 4 episodi (Netflix, 2022)
- 7200 segundos con Ana Mena, regia di Jacobo Eireos ed Elena Zapata – docu-film (Prime Video, 2023)

## Discografia
- 2018 – Index
- 2023 – Bellodrama

## Tournée
- 2017 – Ana Mena Tour
- 2018 – Ana Mena Gira 2018
- 2021 – Ana Mena Tour 2021
- 2022 – Ana Mena 2022 Tour
- 2023-2024 – Bellodrama Tour

## Programmi televisivi
- Menuda noche (Canal Sur, 2006-2010) - collaboratrice
- My Camp Rock (Disney Channel, 2010) - concorrente, vincitrice
- Tu cara me suena (Antena 3, 2013, 2017, 2020) - guest star
- La mejor canción jamás cantada (La 1, 2019) - guest star
- Festival di Sanremo (Rai 1, 2020) - guest star
- Adivina qué hago esta noche (Cuatro, 2020) - guest star
- La resistencia (#0, 2020-2024) - guest star
- El Hormiguero (Antena 3, 2020-2021, 2023) - guest star
- El concurso del año (Cuatro, 2021) - guest star
- Acoustic Home (HBO Max, 2021) - protagonista
- La Marató de TV3 (TV3, 2021) - guest star
- Idol Kids (Telecinco, 2022) - giurata
- Campanadas de fin de año (La 1, 2023-2024) - co-conduttrice
- El desafío (Antena 3, 2024) - guest star
- Feat (Playz, 2024) - giurata
- La revuelta (La 1, 2024) - guest star

## Partecipazioni a manifestazioni canore
- Festival di Sanremo (Rai 1)
  - 2022 – 24º posto con Duecentomila ore

## Campagne pubblicitarie
- Olivalsur (2012)
- Samsung (2022)
- Puma (2022-2024)
- JD (2024)

## Doppiatrici italiane
Nelle versioni in italiano dei suoi film e delle sue serie TV, Ana Mena è stata doppiata da:
- Marta Giannini[131] in Benvenuti a Eden[132]

## Riconoscimenti
- Figli prediletti di Estepona

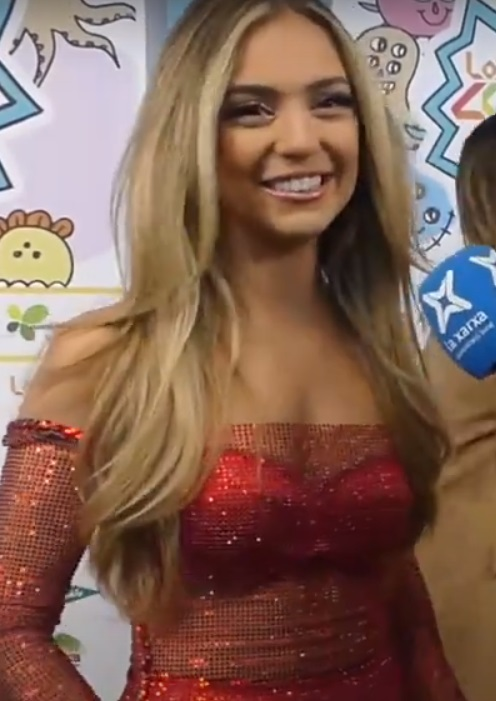
Ana Mena nel 2021 ai LOS40 Music Awards

  - 2020 – Premio alla carriera artistica e promozione della città come figlia prediletta[133]
- Heat Latin Music Awards
  - 2024 – Vincitrice come miglior artista pop
- LOS40 Music Awards
  - 2016 – Candidata come artista rivoluzionaria[134]
  - 2020 – Candidatura come miglior artista del programma Del 40 al 1 (con Fred De Palma)
  - 2021 – Candidatura come miglior canzone per A un passo dalla Luna (con Rocco Hunt)
  - 2021 – Vincitrice come miglior artista del programma Del 40 al 1
  - 2022 – Candidata come miglior artista
  - 2022 – Premio come miglior canzone per Música ligera
  - 2022 – Candidatura come miglior videoclip per Mezzanotte
  - 2022 – Candidatura come miglior collaborazione per Quiero decirte (con Abraham Mateo)
  - 2023 – Vincitrice come miglior artista
  - 2023 – Candidatura come miglior album per Bellodrama
  - 2023 – Candidatura come miglior tournée per Bellodrama Tour
  - 2024 – Candidata come miglior artista
  - 2024 – Candidatura come miglior canzone per Madrid City
  - 2024 – Candidatura come miglior collaborazione per Carita triste (con Emilia)
- MTV Europe Music Awards
  - 2021 – Candidata come miglior artista spagnola
  - 2024 – Candidata come miglior artista spagnola
- MTV Millennial Awards
  - 2024 – Vincitrice come miglior artista dell'anno
- Music Awards
  - 2019 – Premio singolo multiplatino per D'estate non vale (con Fred De Palma)
  - 2021 – Premio singolo multiplatino per Un bacio all'improvviso (con Rocco Hunt)
- Premio dell'Accademia di musica
  - 2024 – Premio come miglior album pop per Bellodrama
  - 2024 – Candidatura come canzone dell'anno per Madrid City
  - 2025 – Candidatura come miglior tournée per Bellodrama Tour
- Premio Dial
  - 2022 – Vincitrice come artista premiata[135]
  - 2023 – Vincitrice come artista premiata
- Premio Hoy Magazine
  - 2021 – Vincitrice come miglior artista rivelazione dell'anno
- Premio Lo Nuestro
  - 2025 – Premio come miglior canzone europea pop/urban per Madrid City
- Premio Málaga Joven
  - 2016 – Vincitrice categoria "Arte"
- Premio Numero 1 de Cadena 100
  - 2022 – Vincitrice categoria "Musica"
  - 2024 – Vincitrice categoria "Musica"
- Premio Odeón
  - 2021 – Candidatura come miglior canzone pop per A un passo dalla Luna (con Rocco Hunt)
  - 2021 – Premio come miglior videoclip per A un passo dalla Luna (con Rocco Hunt)
  - 2022 – Candidatura come miglior canzone pop per Un bacio all'improvviso (con Rocco Hunt)
  - 2022 – Candidatura come miglior canzone urban per Solo (con Omar Montes e Maffio)
  - 2023 – Premio come miglior canzone pop per Mezzanotte
- Tú Awards
  - 2018 – Premio come miglior collaborazione per Prohibido (Remix) (con i CD9 e Lali)
- Kids' Choice Awards
  - 2018 – Vincitrice come miglior artista spagnola[136]